# Pseudotulasnella guatemalensis
Pseudotulasnella guatemalensis é uma espécie de fungo pertencente à família Tulasnellaceae.